# Borbeno vozilo pješaštva
Borbeno vozilo pješaštva (ili skraćeno BVP) je vrsta borbenog oklopnog vozila koje djeluje kao izravna potpora pješaštvu. Često su u sastavu oklopnih ili mehaniziranih postrojbi. Kombinira odlike oklopnih transportera i tenkova.
Prema Ugovoru o konvencionalnim oružanim snagama u Europi (eng. Treaty on Conventional Armed Forces in Europe) borbena vozila pješaštva se definiraju kao oklopna borbena vozila koja su dizajnirana i opremljena primarno za transport borbene pješačke skupine, koje je naoružano s topom kalibra barem 20 milimetara i u nekim slučajevima s lanserima protutenkovskih raketa. 
Možemo ih podijeliti na gusjenična i kotačna, te prema težini na laka i teška.

## Povijest
Prva borbena vozila pješaštva su se pojavila tijekom 1960-ih. Prije toga su se koristili oklopni transporteri, ali su iskustva iz ratova pokazala da su oni nedovoljni i preslabo naoružani da bi pružili izravnu paljbenu potporu pješaštvu. Stoga je predložen koncept vozila koje bi kombiniralo odlike pokretljivosti i transportnih mogućnosti oklopnih transportera s naoružanjem namijenjenom uništavanju žive sile i lakših oklopnih vozila, u nekim slučajevima čak i tenkova. U to doba je postojala i stalna prijetnja nuklearnog rata, tako da su takva vozila često bila opremljena NBK zaštitom posade.
Prvi proizvodni primjerak ovakvog vozila je bio sovjetski BMP-1. Bio je mase 13 tona, niskog profila i naoružan topom kalibra 73 milimetara te dvjema 7,62 mm strojnicama. Neki su opremljeni i raketnim lanserom za protuoklopne rakete 9M14 Maljutka. Iako debljina oklopa nije bila velika (20 mm), prednje ploče su dobro zakošene i pružale su zaštitu od pješačkog naoružanja manjeg kalibra i krhotina granata. Kasnije su se slična vozila pojavila i u drugim zemljama svijeta i tipični primjeri njemački Marder i francuski AMX-10P. Zbog pokretljivosti, prva vozila su bila gusjenična.
Daljnjom potrebom za većom efikasnošću vozila i većom brzinom, razvijena su borbena oklopna vozila na kotačima. Za razliku od gusjeničnih vozila, imaju veću autonomiju, veću cestovnu brzinu uz neznatno slabije terenske sposobnosti. Danas su borbena vozila pješaštva sastavni dio oklopnih ili mehaniziranih snaga suvremenih vojski svijeta.

## Primjena
U suvremenim sukobima u kojima se vode lokalne borbe i borbe u urbanim područjima, borbena oklopna vozila imaju veliku važnost. Borbena oklopna vozila najčešće mogu prevoziti 6-10 vojnika uz još dva člana posade, što ih čini idealnim za jednu desetinu. Prednost pred tenkovima je manja masa zbog čega je olakšan transport zrakoplovom i amfibijska svojstva.

## Primjeri
- Bionix je borbeno vozilo pješaštva razvijeno za potrebe singapurske vojske ili ASCOD koji je nastao zajedničkom suradnjom nekoliko španjolskih i austrijskih tvrtki.
- BTR-T je primjer teškog borbenog vozila pješaštva